# Избори за Скупштину СР Црне Горе 1990.
Избори за посланике у Скупштину Социјалистичке Републике Црне Горе су били први вишестраначки избори у Социјалистичкој Републици Црној Гори одржани 9. децембра 1990. године.
Избори су исходили победу Савеза комуниста Црне Горе, који ће 1991. променити име у Демократску партију социјалиста (ДПС) и остати на власти de facto од 1945. до 2020. године.

## Резултати
|                                                  |                                           |         |        |         |
| Партија                                          | Партија                                   | Гласови | %      | Мандати |
|                                                  | Савез комуниста Црне Горе                 | 171.316 | 58,29  | 83      |
|                                                  | СРСЈ за Црну Гору                         | 41.364  | 14,07  | 17      |
|                                                  | Народна странка                           | 39.107  | 13,31  | 13      |
|                                                  | Демократска коалиција (СДАЦГ и др.)       | 30.760  | 10,47  | 12      |
|                                                  | Демократска странка у Црној Гори          | 3.442   | 1,17   | 0       |
| Демохришћанска (православна) странка             | Демохришћанска (православна) странка      | 1.753   | 0,60   | 0       |
| Социјалистички савез Црне Горе                   | Социјалистички савез Црне Горе            | 1.638   | 0,56   | 0       |
| Југословенска народна странка                    | Југословенска народна странка             | 1.224   | 0,42   | 0       |
| Демократски савез самосталних привредника        | Демократски савез самосталних привредника | 844     | 0,29   | 0       |
|                                                  | Независни                                 | 2.435   | 0,83   | 0       |
| Укупно                                           | Укупно                                    | 293.883 | 100,00 | 125     |
|                                                  |                                           |         |        |         |
| Важећи гласови                                   | Важећи гласови                            | 293.883 | 96,28  |         |
| Неважећи/празни гласови                          | Неважећи/празни гласови                   | 11.358  | 3,72   |         |
| Укупно гласова                                   | Укупно гласова                            | 305.241 | 100,00 |         |
| Регистровани бирачи/излазност                    | Регистровани бирачи/излазност             | 402.905 | 75,76  |         |
| Извор: Славенско-евроазијски истраживачки центар |                                           |         |        |         |